# 크라운 (통화)
크라운(crown)은 체코, 아이슬란드, 노르웨이, 스웨덴, 덴마크(페로 제도, 그린란드 포함)에서 사용되는 통화 단위이다.

## 대체 이름
"크라운"(Crown), 또는 다른 언어로 동등한 것은 라틴어 단어 "corona"에서 유래했다. 왕관의 기호는 보통 "kr"이다. 일부 국가에서는 Íkr, -, Kč와 같은 다른 기호를 사용한다.
"크라운"의 현지 이름은 그 나라의 공용어에 따라 다르다.

### 현재 사용
- 체코: 코루나(koruna)
- 노르웨이와 덴마크: 크로네(krone)
- 아이슬란드와 페로 제도: 크로나(króna)
- 스웨덴: 크로나(krona)
- 그린란드: 코루니(koruuni)
- 북부 사미어: ruvdna

### 역사적 사용
- 에스토니아: 크론
- 독일어: Krone (대문자 k)
- 헝가리: 코로나(korona)
- 슬로바키아: 코루나(koruna)